# Trepça (Kosowo)
Trepça (Trepča) - albań. Trepça, serb. Trepča – osada założona przez saskich górników w roku 1303, jako wieś Trepice; ośrodek górnictwa cynku, ołowiu oraz srebra w Kosowie (region Mitrovica), na południowych stokach Kopaoniku. Huta ołowiu i cynku.

## Nazwa
Nazwa wsi może mieć dość skomplikowany rodowód, ale literatura albańska wywodzi ją od zestawienia słów trzy-piece. 

### Podobne nazwy
- Trepcza – wieś nad rzeką San, na południowym stoku masywu Kopacza.